# Alexander Sørloth
Alexander Sørloth (født 5. december 1995) er en norsk fodboldspiller, der spiller som angriber for den spanske La Liga-klub Atlético Madrid, og på det norske landshold.

## Karriere

### FC Midtjylland
I sommeren 2017 hentede FC Midtjylland Sørloth til klubben fra FC Groningen for en relativ beskeden pris. Han formåede i løbet af efteråret 2017 at score femten mål og assistere ni gange fordelt over seksogtyve kampe i de forskellige turneringer, og da han et halvt år senere blev solgt, blev han ifølge FC Midtjylland den dyreste spiller, der nogensinde var solgt fra Superligaen.

### Crystal Palace
Sørloth kom til Crystal Palace på den sidste dag i transfervinduet i januar 2018 fra FC Midtjylland. Prisen har ifølge Tipsbladet været 75 millioner kroner i sikre penge og potentielt 135 millioner kroner efter bonusser.

## Hæder

### Individuelt
- Månedens Superligaspiller, september 2017[3]